# The Metamorphosis Melody
The Metamorphosis Melody es el tercer álbum de estudio de la banda de folk metal y metal gótico noruego-alemana Midnattsol. Fue lanzado el 22 de abril de 2011 mediante Napalm Records.
Adicionalmente, se lanzó una edición limitada con un tema extra y un DVD con una actuación en directo de Midnattsol, realizada el 17 de octubre de 2009 en el Metal Female Voices Fest VII en Wieze, Bélgica.

## Historia
El álbum fue grabado con Alex Kautz como el nuevo guitarrista de Midnattsol, quien se unió a la banda poco después del lanzamiento de su álbum previo Nordlys en 2008, en reemplazo de Fabian Pospiech. Sin embargo, Krautz hizo un buen trabajo tocando con los miembros que habían formado parte de Midnattsol desde sus inicios. 
Más tarde, el guitarrista y compositor Daniel Droste dejó la banda después de las sesiones de grabación para The Metamorphosis Melody que finalizaron en 2010 para concentrarse únicamente en su propio grupo Ahab. Para reemplazarlo, se unió a Matthias Schuler como miembro oficial para la gira europea de promoción respectiva, realizada entre abril y octubre de 2011. 
En comparación con su trabajo anterior, The Metamorphosis Melody se remonta a su sonido nórdico sinfónico y utiliza algunos temas inspirados en los cuentos populares noruegos, con voces suaves provenientes de la voz de Carmen Elise Espenæs, pero menos operísticas. Sobre el contexto del álbum, Espenæs dijo:

[...] El título se refiere a diferentes tipos de cosas. Una de las principales cosas por las que el título es un símbolo es que hemos cambiado como banda. La música se ha desarrollado, se podría decir que hemos pasado por una metamorfosis en Midnattsol. Y una de las razones por las que pensamos eso, es porque hemos conseguido un nuevo miembro de la banda, Alex [Kautz. [...]

## Lista de canciones
Todas las canciones escritas por Carmen Elise Espenæs, excepto "A Predator's Prey" escrita por Daniel Droste. Toda la música compuesta por Midnattsol.

Todas las letras escritas por Carmen Elise Espenæs, except for "A Predator's Prey" by Daniel Droste.
| N.º | Título                                            | Duración |  |
| 1.  | «Alv» ("Elf")                                     | 1:45     |  |
| 2.  | «The Metamorphosis Melody»                        | 5:52     |  |
| 3.  | «Spellbound»                                      | 5:23     |  |
| 4.  | «The Tide»                                        | 5:16     |  |
| 5.  | «A Poet's Prayer»                                 | 5:31     |  |
| 6.  | «Forlorn»                                         | 4:49     |  |
| 7.  | «Kong Valemons kamp» ("King Valemon's Struggle")  | 6:34     |  |
| 8.  | «Goodbye»                                         | 3:31     |  |
| 9.  | «Forvandlingen» ("Transformation")                | 6:53     |  |
| 10. | «Motets makt» ("Courage Power")                   | 5:21     |  |
| 11. | «My Re-Creation»                                  | 5:24     |  |
| 12. | «A Predator's Prey» (limited edition bonus track) | 5:29     |  |

## Edición limitada bonus DVDEn natt i Wieze
| N.º | Título                                     | Duración |  |
| 1.  | «En natt i nord» ("A Night in the North")  | 6:17     |  |
| 2.  | «Haunted»                                  | 3:49     |  |
| 3.  | «Northern Light»                           | 6:48     |  |
| 4.  | «Konkylie» ("Seashell")                    | 7:58     |  |
| 5.  | «Open Your Eyes»                           | 5:49     |  |
| 6.  | «Lament»                                   | 5:37     |  |
| 7.  | «Intro»                                    | 0:51     |  |
| 8.  | «Skogens lengsel» ("The Forest's Longing") | 5:33     |  |
| 9.  | «Tapt av håp» ("The Loss of Hope")         | 8:42     |  |
| 10. | «Outro»                                    | 0:48     |  |

## Créditos

### Midnattsol
- Carmen Elise Espenæs - Vocalista
- Daniel Droste - Guitarras, vocalista en "A Predator's Prey"
- Alex Kautz - Guitarras
- Daniel Fischer - teclados
- Birgit Öllbrunner - Bajo. arpa de boca
- Chris Merzinsky - Batería , percusión